# 李庸燦
李 庸燦（イ・ヨンチャン、韓国語：이용찬、1989年1月2日 - ）は、大韓民国・ソウル特別市出身のプロ野球選手（投手）。

## 経歴

### アマチュア時代
将忠高校3年生当時、2006年AAA世界野球選手権大会の韓国代表に選出され、優勝に貢献した。

### 斗山時代
同校卒業後、斗山ベアーズに1次ドラフトで入団した。
1年目の2007年は右ひじの手術で1軍出場はなかった 。
2年目の2008年もひじ痛が完治せず8試合のみ1軍で登板したが、プロ初勝利をあげ韓国シリーズでも登板した。
2009年シーズン序盤から抑えとして起用されるようになり、26セーブを記録しジョン・アドキンス（ロッテ）とともにセーブ王のタイトルを分け合った。過去2年間の1軍登板数が少ないこともあり、同年プロ3年目ながら資格のあった新人王を受賞した。
2010年も斗山の抑えとして活躍していたが、後述の飲酒運転事故のためポストシーズンに出場する資格を失い年俸も現状維持となった。
また同年は5月19日のハンファ・イーグルス戦で8回裏にプロ入り後初めてとなる打者出場を果たした。結果は2アウト満塁から尹奎眞の前に見逃し三振だった。
2011年は5月17日のハンファ戦から先発に転向し、デビュー初先発勝利を収めた。最終的に6勝を記録した。
2012年も先発として出場し、自身初の2桁勝利をあげた。2013 ワールド・ベースボール・クラシック韓国代表にも選ばれたが、2013年2月、キャンプ中に肘痛を訴え宋勝準に交代となった。シーズンでは、その肘の負傷からわずか5試合に終わった。
2014年11月、尚武野球団に所属し軍へ入隊した。
2015年9月、他の尚武に所属している選手や大学生とともに第27回アジア野球選手権大会に韓国代表として出場し、優勝に貢献した。
2016年9月、兵役を終えて除隊され斗山に復帰した。
2018年はジャカルタ・パレンバンアジア競技大会野球韓国代表に選ばれ、3連覇に貢献した。
2019年は先発に専念し優勝に貢献した。また韓国シリーズではリリーフで2勝1セーブを挙げる活躍を見せ、これが認められキウム・ヒーローズの韓賢熙と入れ替わりで2019 WBSCプレミア12 韓国代表に選出された。
プレミア12ではオープニングラウンドの対オーストラリア戦とスーパーラウンドの対アメリカ合衆国戦でいずれも同僚の李映河からの継投で登板し、いずれも1回を無失点に抑えた。しかしスーパーラウンドの対日本戦では鈴木誠也、會澤翼らにタイムリーを浴び1回3失点炎上。その後味方は追いつけず痛い敗戦を喫した。この大会での登板は合計で3試合だった。
2020年も開幕から先発ローテに入っていたが、不振が続いた末に6月3日のKTウィズ戦終了後に右肘靭帯破裂の怪我を抱えてプレーしていたことが判明。結果的にトミー・ジョン手術を受けることになり長期離脱する。シーズン終了後にFA（フリーエージェント）となった。

### 漣川ミラクル時代
2021年4月3日のKBOリーグ開幕時にKBOの球団と契約できなかったため、一時期独立リーグである京畿道リーグの漣川ミラクルに所属していた。

### NC時代
2021年5月20日、KBOリーグのNCダイノスと契約期間最長4年（4年目の2024年は双方合意の下での契約）で契約した。NCではリリーフとして起用される。
2024年シーズン終了後、2度目のFAとなり、2025年から最長3年で再契約した。

## トラブル
2010年9月6日、ソウルで飲酒運転により事故を起こし、現場から逃走したことで不起訴処分を受けた。このために球団から公式戦残り試合の出場停止、罰金500万ウォン、2011年シーズンの年俸現状維持などの厳しい処分を受けた。球団側は同年のポストシーズンにプレーオフから出場させる予定だったが、世間の批難が大きく当初記載されていたプレーオフ出場選手登録名簿から外され、出場することはなかった。
2014年7月、ドーピング規定違反としてKBO（韓国野球委員会）から10試合の出場停止処分を受けた。本人は実力の向上を目的として服用したのではなく皮膚関連疾患の治療を目的として病院の処方と診断書に基づいたものだと主張したが、治療目的のための薬物使用の場合でも事前にKBOに申請書を提出しなければならず、彼は球団にも知らせなかったため最終的には規定違反で出場停止処分を受けることになった。

## プレースタイル・人物
投手としての主な武器は直球とフォークボールで、スライダーとカーブも投げる。 

## 詳細情報

### 年度別投手成績
| 年 度      | 球 団      | 登 板 | 先 発 | 完 投 | 完 封 | 無 四 球 | 勝 利 | 敗 戦 | セ 丨 ブ | ホ 丨 ル ド | 勝 率 | 打 者 | 投 球 回 | 被 安 打 | 被 本 塁 打 | 与 四 球 | 敬 遠 | 与 死 球 | 奪 三 振 | 暴 投 | ボ 丨 ク | 失 点 | 自 責 点 | 防 御 率 | W H I P |
| ---------- | ---------- | ----- | ----- | ----- | ----- | -------- | ----- | ----- | -------- | ----------- | ----- | ----- | -------- | -------- | ----------- | -------- | ----- | -------- | -------- | ----- | -------- | ----- | -------- | -------- | ------- |
| 2008       | 斗山       | 8     | 0     | 0     | 0     | 0        | 1     | 0     | 0        | 0           | 1.000 | 51    | 14.2     | 7        | 1           | 2        | 0     | 0        | 12       | 1     | 0        | 2     | 2        | 1.23     | 0.61    |
| 2009       | 斗山       | 51    | 0     | 0     | 0     | 0        | 0     | 2     | 26       | 0           | .000  | 176   | 40.2     | 33       | 4           | 19       | 0     | 4        | 34       | 1     | 1        | 22    | 19       | 4.20     | 1.28    |
| 2010       | 斗山       | 47    | 0     | 0     | 0     | 0        | 2     | 1     | 25       | 0           | .667  | 166   | 41.2     | 34       | 7           | 10       | 0     | 1        | 28       | 3     | 0        | 16    | 15       | 3.24     | 1.06    |
| 2011       | 斗山       | 28    | 21    | 0     | 0     | 0        | 6     | 10    | 0        | 0           | .375  | 575   | 129.0    | 136      | 7           | 60       | 0     | 8        | 99       | 8     | 3        | 67    | 60       | 4.19     | 1.52    |
| 2012       | 斗山       | 26    | 26    | 3     | 1     | 0        | 10    | 11    | 0        | 0           | .476  | 679   | 162.0    | 154      | 5           | 63       | 1     | 6        | 113      | 7     | 0        | 58    | 54       | 3.00     | 1.34    |
| 2013       | 斗山       | 5     | 0     | 0     | 0     | 0        | 0     | 0     | 0        | 0           | ----  | 19    | 3.1      | 7        | 0           | 3        | 0     | 0        | 4        | 0     | 0        | 1     | 1        | 2.70     | 3.00    |
| 2014       | 斗山       | 48    | 0     | 0     | 0     | 0        | 5     | 5     | 17       | 0           | .500  | 221   | 51.0     | 56       | 3           | 16       | 1     | 3        | 47       | 5     | 0        | 28    | 24       | 4.24     | 1.41    |
| 2016       | 斗山       | 5     | 0     | 0     | 0     | 0        | 1     | 0     | 0        | 2           | 1.000 | 26    | 6.2      | 7        | 0           | 0        | 0     | 0        | 5        | 0     | 1        | 2     | 2        | 2.70     | 1.05    |
| 2017       | 斗山       | 68    | 0     | 0     | 0     | 0        | 5     | 5     | 22       | 2           | .500  | 324   | 71.2     | 83       | 5           | 27       | 1     | 4        | 57       | 3     | 0        | 38    | 35       | 4.40     | 1.53    |
| 2018       | 斗山       | 25    | 24    | 1     | 0     | 0        | 15    | 3     | 0        | 0           | .833  | 608   | 144.0    | 151      | 14          | 36       | 2     | 8        | 102      | 6     | 0        | 62    | 58       | 3.63     | 1.30    |
| 2019       | 斗山       | 26    | 26    | 0     | 0     | 0        | 7     | 10    | 0        | 0           | .412  | 651   | 148.1    | 168      | 15          | 45       | 3     | 6        | 102      | 3     | 0        | 75    | 67       | 4.07     | 1.44    |
| 2020       | 斗山       | 5     | 5     | 0     | 0     | 0        | 1     | 3     | 0        | 0           | .250  | 125   | 26.2     | 41       | 7           | 6        | 0     | 0        | 15       | 1     | 0        | 25    | 25       | 8.44     | 1.76    |
| 2021       | NC         | 39    | 0     | 0     | 0     | 0        | 1     | 3     | 16       | 3           | .250  | 151   | 37.0     | 27       | 2           | 11       | 3     | 1        | 35       | 2     | 1        | 11    | 9        | 2.19     | 1.03    |
| 2022       | NC         | 59    | 0     | 0     | 0     | 0        | 3     | 3     | 22       | 0           | .500  | 253   | 60.2     | 56       | 3           | 13       | 0     | 3        | 61       | 1     | 0        | 16    | 14       | 2.08     | 1.14    |
| 2023       | NC         | 60    | 0     | 0     | 0     | 0        | 4     | 4     | 29       | 0           | .500  | 254   | 61.0     | 53       | 5           | 19       | 1     | 3        | 51       | 4     | 0        | 28    | 28       | 4.13     | 1.18    |
| 2024       | NC         | 57    | 0     | 0     | 0     | 0        | 3     | 9     | 16       | 0           | .250  | 262   | 54.1     | 82       | 6           | 21       | 1     | 2        | 51       | 6     | 0        | 48    | 37       | 6.13     | 1.90    |
| 通算：16年 | 通算：16年 | 557   | 102   | 4     | 1     | 0        | 64    | 69    | 173      | 9           | .481  | 4541  | 1052.2   | 1095     | 84          | 351      | 12    | 49       | 814      | 51    | 6        | 499   | 450      | 3.85     | 1.37    |

- 2024年度シーズン終了時
- 各年度の太字はリーグ最高

### WBSCプレミア12での投手成績
| 年 度 | 代 表 | 登 板 | 先 発 | 勝 利 | 敗 戦 | セ ｜ ブ | 打 者 | 投 球 回 | 被 安 打 | 被 本 塁 打 | 与 四 球 | 敬 遠 | 与 死 球 | 奪 三 振 | 暴 投 | ボ ｜ ク | 失 点 | 自 責 点 | 防 御 率 |
| ----- | ----- | ----- | ----- | ----- | ----- | -------- | ----- | -------- | -------- | ----------- | -------- | ----- | -------- | -------- | ----- | -------- | ----- | -------- | -------- |
| 2019  | 韓国  | 3     | 0     | 0     | 0     | 0        | 20    | 4.1      | 7        | 0           | 2        | 0     | 0        | 2        | 0     | 0        | 3     | 3        | 6.23     |

### WBCでの投手成績
| 年 度 | 代 表 | 登 板 | 先 発 | 勝 利 | 敗 戦 | セ ｜ ブ | 打 者 | 投 球 回 | 被 安 打 | 被 本 塁 打 | 与 四 球 | 敬 遠 | 与 死 球 | 奪 三 振 | 暴 投 | ボ ｜ ク | 失 点 | 自 責 点 | 防 御 率 |
| ----- | ----- | ----- | ----- | ----- | ----- | -------- | ----- | -------- | -------- | ----------- | -------- | ----- | -------- | -------- | ----- | -------- | ----- | -------- | -------- |
| 2023  | 韓国  | 2     | 0     | 0     | 0     | 1        | 9     | 3.0      | 0        | 0           | 0        | 0     | 0        | 6        | 1     | 0        | 0     | 0        | 0.00     |

### 背番号
- 11 （2007年 - 2008年）
- 45 （2009年 - 2014年、2016年途中 - 2020年、2025年 - ）
- 27 （2021年 - 同年途中）
- 22 （2021年途中 - 2024年）

### タイトル・受賞経歴
- セーブ王（2009年）
- 新人王（2009年）

### 代表歴
- 2019 WBSCプレミア12 韓国代表
- 2023 ワールド・ベースボール・クラシック韓国代表